# Kartellrecht
Das Kartellrecht bildet in der Rechtswissenschaft ein Teilrechtsgebiet des Wettbewerbsrechts, das Rechtsbestimmungen zur Verhinderung von wirtschaftlichen Kartellen zum Inhalt hat.

## Geschichte
Kartelle zwischen Unternehmen kamen verstärkt auf seit etwa 1870; sie waren eine Folge der zunehmenden Industrialisierung. Nur in den Vereinigten Staaten bildete sich frühzeitig – bereits Ende des 19. Jahrhunderts – eine Art Kartellrecht heraus, die Antitrust-Gesetzgebung. Sie inkriminierte nicht "Kartelle" an sich, sondern die Einschränkung wirtschaftlicher Betätigungsmöglichkeiten ("trade restrictions"). Durch diesen Grundsatz konnte das Gros der Kartelle, aber nicht alle, verboten werden. In der übrigen Welt waren Kartelle bis Ende des Zweiten Weltkriegs überwiegend oder prinzipiell erlaubt. Missbrauchsfälle konnten jedoch verfolgt werden, und es gab in einigen Ländern – wie Deutschland und Italien – Kartellaufsichtsbehörden. In den 1950er Jahren wurden in Westeuropa und anderswo Kartellgesetze erlassen, die das strikte amerikanische Kartellverbot übernahmen. Inzwischen gilt dieses Prinzip praktisch weltweit und ist auch Bestandteil des EU-Wettbewerbsrechts.
Seit einigen Jahren setzten die Kartellbehörden zur Aufdeckung und Zerschlagung von Kartellen Bonusregelungen ein: Sie bieten Unternehmen, die aus einem Kartell aussteigen wollen, einen Kronzeugen-Status und eine Ermäßigung oder den Erlass der sonst fälligen Geldbuße an.

## Begriffsklärung
Der Schutz der Lauterkeit und Fairness des Wettbewerbs ist nicht Gegenstand des Kartellrechts. Allerdings wird das Kartellrecht gemeinsam mit dem Lauterkeitsrecht üblicherweise zusammenfassend als Wettbewerbsrecht bezeichnet.
Auch das Vergaberecht ist keine Materie des Kartellrechts, obwohl es in Deutschland im Gesetz gegen Wettbewerbsbeschränkungen geregelt ist.
Verschiedene Staaten haben für kartellrechtliche Fragen in bestimmten Wirtschaftsbereichen sektorspezifische Gesetze erlassen, mit deren Durchsetzung spezifische Regulierungsbehörden betraut sind. Dies betrifft insbesondere die Bereiche Telekommunikation und Elektrizität. Bei der Gesetzesanwendung gehen diese spezifischen Gesetze dem allgemeinen Kartellrecht vor. In Deutschland ist die Bundesnetzagentur die entsprechende Regulierungsbehörde für die Bereiche Elektrizität, Gas, Telekommunikation, Post und Eisenbahn.

## Einzelne Staaten

### Europäische Union
Auf EU-Ebene ist das EU-Kartellrecht durch die Artikel 101 und 102 des Vertrags über die Arbeitsweise der Europäischen Union geregelt. Der Rat der Europäischen Union hat (gemäß Art. 103 II lit. e AEUV) konkretisierende sekundärrechtliche Bestimmungen erlassen. Das sind insbesondere die Verordnung (EG) 1/2003 und die Gruppenfreistellungsverordnungen im Bereich des Kartellverbots und der Missbrauchskontrolle. Die Fusionskontrollverordnung im Bereich der Zusammenschlusskontrolle wurde indes gemäß der Kompetenzergänzungsklausel des Art. 352 AEUV erlassen.
Im Verhältnis zum Kartellrecht der jeweiligen Mitgliedstaaten hat das EU-Kartellrecht grundsätzlich (Anwendungs-)Vorrang, Art. 3 Abs. 2 Satz 1 VO 1/2003. Das nationale Kartellrecht des GWB solle fortan ausschließlich in den Fällen anwendbar sein, welchen keine Bedeutung für den Handel zwischen den Mitgliedstaaten zukomme. Im konkreten Ablauf soll sich das so gestalten, dass sowohl die nationalen Kartellbehörden als auch die Europäische Kommission grundsätzlich parallel zuständig sein sollen. Zur Sicherstellung der reibungslosen Kooperation zwischen der Europäischen Kommission und den nationalen Behörden sowie zur Vorbeugung gegen uneinheitliche Rechtsanwendung innerhalb der Europäischen Union sind in Kapitel IV der VO 1/2003 etliche Verfahrensregeln aufgenommen worden, wobei aber der Europäischen Kommission eine federführende Funktion zugedacht wurde. Das neueingeführte Informations- und Konsultationsverfahren sei dazu nur beispielhaft erwähnt. In der EU sind für die Durchsetzung des EU-Kartellrechts die dem Kommissar für Wettbewerb unterstehende Behörde mit dem Anhörungsbeauftragten und die mitgliedstaatlichen Wettbewerbsbehörden gemeinsam berufen, für die Durchsetzung des nationalen Kartellrechts die staatlichen Wettbewerbsbehörden.

### Deutschland
Den Anfang des Kartellrechts in Deutschland bildete 1923 die Verordnung gegen den Missbrauch wirtschaftlicher Machtstellungen, zum 1. Januar 1958 abgelöst vom Gesetz gegen Wettbewerbsbeschränkungen (GWB). Sein Anwendungsbereich erstreckt sich auf sämtliche Wettbewerbsverstöße, also die Akkumulation und den Missbrauch von Marktmacht sowie die Begrenzung des Wettbewerbsverhaltens unabhängiger Marktteilnehmer innerhalb des Geltungsbereichs der Bundesrepublik Deutschland. Nach dem GWB sind grundsätzlich Kartelle verboten, jedoch erlaubnisfähig, wenn sie bestimmte Freistellungsvoraussetzungen erfüllen, wie beispielsweise die Mittelstandskartelle gemäß § 3 GWB. In Deutschland umfasst der Missbrauch von Marktmacht neben dem Missbrauch einer marktbeherrschenden Stellung den Missbrauch einer marktstarken Stellung aus relativer oder überlegener Marktmacht.
Die Ministererlaubnis nach § 42 GWB behandelt den Fall eines Zusammenschlusses von Unternehmen, der vom Bundeskartellamt nicht freigegeben wurde. Unter bestimmten Voraussetzungen kann in diesem Fall der Bundesminister für Wirtschaft und Technologie auf Antrag dennoch die Erlaubnis zum Zusammenschluss erteilen. Dabei wird vom Bundesministerium geprüft, ob Wettbewerbsbeschränkungen im Fall eines Zusammenschlusses durch gesamtwirtschaftliche Vorteile aufgewogen werden. Der Antrag auf Erteilung der Ministererlaubnis ist von den beteiligten Unternehmen innerhalb eines Monats nach Zustellung der Untersagungsverfügung des Bundeskartellamtes zu stellen. Die Ministererlaubnis nach § 42 GWB kann jedoch nicht dazu benutzt werden, ein Kartell zu legalisieren. In Deutschland stellen das Bundeskartellamt und die Landeskartellämter die Wettbewerbsbehörde dar.
Ob ein Zusammenschlussvorhaben der Fusionskontrolle unterliegt, kann sich entweder nach deutschem Recht, nach europäischem Recht oder nach einem dritten Recht (z. B. US-amerikanisches Kartellrecht) beurteilen. Die deutsche Fusionskontrolle greift nicht ein, wenn ein Zusammenschlussvorhaben nach europäischem Recht der europäischen Fusionskontrolle unterliegt. Es gilt der Grundsatz One-stop-Shop, d. h. die europäische Fusionskontrolle ersetzt, soweit sie anwendbar ist, alle nationalen Fusionskontrollen der Europäischen Gemeinschaft.

#### Negativattest
Im Kartellrecht ist das Negativattest die Entscheidung der Kartellbehörde gemäß § 32c GWB, nach der sie bezüglich einer konkreten Vereinbarung oder einer bestimmten Verhaltensweise von Unternehmen oder Personenvereinigungen von ihren Befugnissen nach den §§ 32 GWB und § 32a GWB (Abstellungsverfügung; einstweilige Maßnahmen) keinen Gebrauch machen wird. Das Negativattest ist bei der Kartellbehörde zu beantragen. Es steht dabei im pflichtgemäßen Ermessen der Kartellbehörde, ob sie dem entsprechenden Antrag der betroffenen Unternehmen entsprechen möchte. Dieses Negativattest steht unter dem Vorbehalt eines späteren kartellbehördlichen Einschreitens, falls neuere Erkenntnisse über die Vereinbarung oder Verhaltensweise die tragenden Gründe der Entscheidung nach § 32c GWB berühren. Damit ist dieses Negativattest nicht als eine endgültige Freistellung auszulegen. Das Negativattest stellt lediglich eine Zusicherung im Sinne von § 38 VwVfG dar und entfaltet keine Bindungswirkung. Im Rahmen der Legal-Ausnahme wird die Kartellbehörde Negativatteste regelmäßig auf Präzedenzfälle mit besonderer Breitenwirkung beschränken. Grundsätzlich haben die Unternehmen selbst einzuschätzen, ob eine Vereinbarung gegen das Verbot des § 1 GWB und Art. 101 Abs. 1 AEUV verstößt bzw. ob eine missbräuchliche Verhaltensweise im Sinne der §§ 19 GWB bis § 21 GWB und Art. 102 AEUV vorliegt.

### Österreich
In Österreich bildet diese das Kartellgesetz und das Faire-Wettbewerbsbedingungen-Gesetz. Das Kartellgesetz enthält im ersten Hauptstück das Kartellverbot (mit Ausnahmen beispielsweise für Bagatellkartelle), das Verbot des Missbrauchs einer marktbeherrschenden Stellung und Regeln für die Zusammenschlusskontrolle. In den weiteren Hauptstücken finden sich vorwiegend verfahrensrechtliche Bestimmungen sowie Normen über Kartellgericht und Kartellobergericht. In Österreich bildet das Oberlandesgericht Wien das Kartellgericht (KG) erster Instanz; der Oberste Gerichtshof entscheidet über Rekurse in zweiter und letzter Instanz als Kartellobergericht (KOG) und prüft nur Rechtsfragen. Amtsparteien sind die Bundeswettbewerbsbehörde und der Bundeskartellanwalt.
Daneben bestehen zum Schutz des Wettbewerbs auch strafrechtliche Bestimmungen, die wettbewerbsbeschränkende Absprachen bei Vergabeverfahren mit gerichtlicher Strafe bedrohen.

### Schweiz
In der Schweiz, welche nicht Mitgliedstaat der EU ist, ist das Bundesgesetz über Kartelle und andere Wettbewerbsbeschränkungen vom 6. Oktober 1995 (Kartellgesetz, KG, SR 251) die maßgebende Rechtsnorm. Danach sind Abreden (Kartelle) unzulässig, wenn sie den Wettbewerb auf einem Markt erheblich beeinträchtigen und sich dabei nicht durch wirtschaftliche Effizienz rechtfertigen lassen oder wenn sie den wirksamen Wettbewerb beseitigen. Bei horizontalen Mengen-, Preis- und Gebietsabreden sowie bei vertikalen Abreden über Mindest- oder Festpreise sowie Gebietszuweisungen wird vermutet, dass sie den wirksamen Wettbewerb beseitigen und somit unzulässig sind (Art. 5 KG). In der Schweiz besteht in Bezug auf überhöhte Preise von marktmächtigen Unternehmen ein eigenes Gesetz, das Preisüberwachungsgesetz. Für seine Anwendung ist die Preisüberwachung zuständig.
In der Schweiz wurden Kartelle lange Zeit über nicht als volkswirtschaftlich schädlich, sondern – z. B. auch beschäftigungspolitisch – nützlich erachtet. Das erste Kartellgesetz datiert erst aus dem Jahr 1964. Bereits 1918 war von zulässigen „vertraglichen Konkurrenzverboten“ die Rede, als quasi natürlicher Ausfluss der Gewerbefreiheit. Auf die Spitze getrieben war die Kartellisierung zur Zeit der Hochblüte des Korporativismus in den 1930er/1940er Jahren. Zahlreiche Studien befassten sich vergleichend mit dem nazideutschen und schweizerischen Kartellrecht, wobei die Schweiz allerdings generell gesehen doch nur ansatzweise korporativistische Elemente in ihr Rechtssystem aufnahm. Eine andere Arbeit von 1941 befasste sich mit den Unternehmensformen AG, GmbH und Genossenschaft „in ihrer Eignung für Kartelle“: Kartelle führten kein verpöntes Schattendasein, sondern waren offiziell als positives volkswirtschaftliches Element anerkannt. Auch Jahrzehnte nach dem Krieg noch wurden sie als Schutzvorkehrung des Kleingewerbes gegen übermächtige Großunternehmungen politisch begrüßt. Erst der Druck der Exportwirtschaft, welcher der inländische Kostendruck zunehmend zu schaffen machte, führte zu einer Stimmungswende. In der Schweiz fällt die Anwendung des Kartellgesetzes in die Zuständigkeit der Wettbewerbskommission. Entscheide der Wettbewerbskommission können ans Bundesverwaltungsgericht und anschließend ans Bundesgericht weitergezogen werden.

### Vereinigte Staaten
Das erste Antitrustgesetz der USA war der sogenannte Sherman Antitrust Act von 1890. Dieser wurde 1914 durch den Clayton Antitrust Act ergänzt, welcher wiederum mehrfach erweitert bzw. geändert wurde. Zwischen 1938 und 1940 führte das Temporary National Economic Committee Untersuchungen über Konzentrationserscheinungen und ihren Folgen in der amerikanischen Wirtschaft durch.
Im Gegensatz zum Kartellrecht der EU kennt das US-amerikanische Recht die Möglichkeit zur Entflechtung marktbeherrschender Unternehmen; Marktmacht darf nicht missbraucht werden. In den USA bilden die Federal Trade Commission und das US-Justizministerium die Aufsichtsbehörden.

## Fallbeispiele aus dem Kartell- und Monopolrecht
Aufgeführt sind Fälle von echten Kartellen, die meist – aber nicht immer – verboten sind. Des Weiteren Fälle von monopolistischer Marktmacht (hier auch die sog. „unechten“ Kartelle, die von einem monopolistischen Dritten geführt werden):
- Die deutschen Zündholzproduzenten waren zwischen 1930 und 1983 kartellartig organisiert: Mit dem staatlichen Zündwarenmonopol, das ab 1930 im Deutschen Reich und von 1949 bis 1983 in der Bundesrepublik Deutschland bestand, war ein staatliches Vertriebsmonopol eingerichtet worden. Die Produktionskontingente wurden zu festen Preisen an die eigentlichen Hersteller vergeben, was auf ein (unechtes) Kartell in Abhängigkeit vom beherrschenden Monopolisten hinauslief.
- Im Benrather Tankstellenfall wurden die „Bedingungen für den Verkauf von Autotreibstoffen“ eines Konvents aus Treibstoffhändlern durch Urteil des Reichsgerichts im Jahr 1931 als wettbewerbswidrig untersagt.
- Wachskartell, ein Kartell zwischen zehn Paraffinwachs-Herstellern bestand zwischen 1992 und 2005
- Aufzugs- und Fahrtreppenkartell (1995–2004; die EU-Kommission verhängte 2007 eine Strafe von 992,3 Millionen Euro),
- Vitaminkartell: 1999 wurden wegen Preisabsprachen für Vitamine 69 Pharma- und Chemiefirmen zu Bußgeldern verurteilt
- Papierkartell – Es gab mehrere Papierkartelle. Gegen zehn Unternehmen verhängte die EU-Kommission 2001 eine Strafe von 313,7 Mio. Euro.
- Bierkartell (2006–2008), das Bundeskartellamt verhängte für die beteiligten Brauereien insgesamt 338 Millionen Euro Bußgeld
- Zementkartell – das Bundeskartellamt verhängte 2004 Strafen in Höhe von 661 Mio. Euro; das OLG Düsseldorf reduzierte diese 2009 auf die Hälfte,
- Matratzenkartell, vertikale Preisabsprachen zwischen mehreren Herstellern von Bettmatratzen von 2005 bis 2009
- Reissverschlusskartell: ein sechs Jahre bestehendes Kartell des Branchenprimus YKK und weiterer europäischer Hersteller. Die Geldbußen der EU-Kommission von 2007 summierten sich auf fast 330 Mio. Euro.[16]
- Kaffeekartell, illegale Preisabsprachen zwischen Tchibo, Melitta und Dallmayr von 2000 bis 2009. Das Bundeskartellamt verhängte eine Geldbuße in Höhe von 159,5 Millionen Euro.[17]
- Bahnsammelladungskonferenz in Österreich bis 2007
- Autoglas-Kartell. Verfahren gegen die Hersteller Asahi, Pilkington, Saint-Gobain and Soliver: 1,38 Mrd. Euro Strafe im November 2008,[18]
- Intel: Wegen missbräuchlicher Marktmacht verhängte die EU-Kommission in 2009 eine Strafe von 1,06 Mrd. Euro.[19]
- gegen Microsoft verhängte die EU-Kommission eine Strafe von 899 Mio. Euro,[20]
- Die EU-Kommission beschuldigt LG, Philips, Panasonic, Samsung, Toshiba und Technicolor, über zehn Jahre lang Preise für Bildröhren abgesprochen und den Markt unter sich aufgeteilt zu haben. Technicolor zahlte die verhängte Strafe; die anderen sechs klagten im Juni 2013 vor dem EuGH gegen ihre Strafen, die zusammen fast 1,5 Milliarden Euro betragen.[21]
- Club Europa: Ein Stahlkartell, das im Juni 2010 zu 518 Millionen Euro Geldstrafe verurteilt wurde.[22]
- Luftfrachtkartell: Ein Kartell aus elf internationalen Luftfrachtunternehmen, das im November 2010 zu insgesamt 799,4 Millionen Euro Geldstrafe verurteilt wurde.[23]
- Feuerwehrfahrzeuge-Kartell: Kartell auf dem deutschen Markt für Feuerwehrfahrzeuge, vom Bundeskartellamt im Februar 2011 offengelegt, insgesamt Bußgelder in Höhe von 68 Mio. Euro verhängt.
- Hydrantenkartell: Das Hydrantenkartell bestand aus 7 Unternehmen, die illegale Preisabsprachen durchführten und sich in Deutschland einen Marktanteil von 70 % eroberten. 2011 wurde das Kartellverfahren eröffnet.
- Als „Schienenfreunde“ bezeichnete sich ein Kartell, das bis 2011 Preise und Mengen auf dem deutschen Markt für Eisenbahnschienen abgesprochen hatte.
- Zuckerkartell: Im Februar 2014 wurde gegen die deutschen Unternehmen Südzucker, Nordzucker und Pfeifer & Langen wegen wettbewerbswidrigen Absprachen eine gemeinschaftliche Geldbuße in Höhe von 280 Millionen Euro durch das Bundeskartellamt verhängt.[24][25]
- Tapetenkartell: Im Februar 2014 wurden Geldbußen in Höhe von 17 Millionen Euro gegen die Tapetenhersteller A.S. Création Tapeten AG (Gummersbach), Marburger Tapetenfabrik (Kirchhain), Erismann (Breisach) und Pickhardt + Siebert (Gummersbach) sowie den Verband der Deutschen Tapetenindustrie (VDT) verhängt. Die ebenfalls an den wettbewerbswidrigen Absprachen beteiligte Tapetenfabrik Tapetenfabrik Gebrüder Rasch aus Bramsche, die den Fall ins Rollen gebracht hatte, machte von der Kronzeugenregelung Gebrauch und kam straflos davon.[26]
- Seeschifffahrtskonferenzen: bis heute ein erlaubter, aber staatlich überwachter Kartelltyp

### Normtexte
- Text des Gesetzes gegen Wettbewerbsbeschränkungen
- Wettbewerbsrechtliche Gesetzestexte Österreichs
- Kartellrechtliche Gesetzestexte der Schweiz
- kapitalmarktrecht-im-internet.eu – Übersicht zum deutschen und europäischen Kartellrecht und Gesetzestexte

### Weitere Weblinks
- EU-Kommission: What is a cartel? (mit Linkliste zu Kartellentscheidungen)
- Bundeskartellamt: Fallbeispiele aus der Arbeit des Amts, https://www.bundeskartellamt.de/DE/UeberUns/Schulmaterial/Fallbeispiele/Fallbeispiele_node.html